# 浦明澄
浦 明澄（うら あすみ、2000年11月20日 - ）は、福岡県・糸島市出身の、日本の女子柔道選手。階級は63kg級。身長164cm。組み手は左組み。血液型はO型。得意技は背負投。

## 経歴
柔道は3歳の時に雷山柔道場で始めた。雷山小学校5年の時に全国小学生学年別柔道大会40kg級の初戦で兵庫県の阿部詩を判定で破るなどして決勝まで進むが、大阪府の金知秀に判定で敗れて2位だった。6年の時には45kg級の決勝で金を有効で破って優勝した。沖学園中学に進むと、2年と3年の時に全国中学校柔道大会57kg級で5位だった。
創志学園高校へ進むと、1年の時には全日本カデで3位だった。インターハイでは初戦で敗れた。その後階級を63kg級に上げると、全国高校選手権では決勝で富士学苑高校1年の結城彩乃に指導2で敗れて2位だった。2年の時にはインターハイの決勝で東大阪大敬愛高校3年の嘉重春樺に崩袈裟固で敗れた。団体戦ではバルセロナオリンピック71kg級金メダリストの古賀稔彦の娘である同級生の古賀ひよりなどとともに活躍して3位になった。全国高校選手権の個人戦では決勝で結城を破って優勝したが、団体戦では3位だった。3年の時には金鷲旗の準々決勝で南筑高校と対戦すると、今大会南筑を2連覇に導いた78kg超級の素根輝に唯一引き分けて、素根が昨年の今大会から続けてきた連勝を18で止めてみせた。インターハイでは3位にとどまったが、全日本ジュニアでは決勝で結城を払腰で破って優勝した。世界ジュニアでは準々決勝でデンマークのレルケ・オルソンと対戦すると、一本に近い技ありを先取しながら合技で逆転負けを喫して3位にとどまった。
日本体育大学へ進むと、52kg級世界チャンピオンの阿部詩と同級生になった。1年の時には全日本ジュニアで2連覇した。世界ジュニア  では準決勝でセルビアのアニャ・オブラドビッチに開始早々の谷落で敗れて3位だった。   2020年のベルギー国際ではジュニアの部、シニアの部でともに優勝した。2年の時には講道館杯に57㎏級で出場するも、初戦で三井住友海上の舟久保遥香に横四方固で敗れた。
2023年には日本エースサポートの所属となると、2024年の実業個人選手権で3位となった。2025年のシニア体重別では決勝で自衛隊体育学校の河内理純に反則勝ちして優勝した。

## 戦績
- 2012年 -　全国小学生学年別柔道大会　2位(40kg級)
- 2013年 -　全国小学生学年別柔道大会　優勝(45kg級)
- 2014年 -　全国中学校柔道大会　5位(57kg級)
- 2015年 -　全国中学校柔道大会　5位(57kg級)
- 2016年 -　全日本カデ　3位(57kg級)

63kg級での戦績
- 2017年 -　全国高校選手権　2位
- 2017年 -　インターハイ　個人戦　2位　団体戦　3位
- 2018年 -　全国高校選手権　個人戦　優勝　団体戦　3位
- 2018年 -　ロシアジュニア国際　3位
- 2018年 -　金鷲旗 5位
- 2018年 -　インターハイ　3位
- 2018年 -　全日本ジュニア　優勝
- 2018年 -　世界ジュニア　3位
- 2019年 -　全日本ジュニア　優勝
- 2019年 -　世界ジュニア　3位
- 2020年 -　ベルギー国際　ジュニアの部　優勝　シニアの部　優勝
- 2022年 -　学生体重別　3位
- 2024年　- 実業個人選手権　3位
- 2025年 - シニア体重別　優勝

(出典、JudoInside.com)